# リオ・アビセオ国立公園
リオ・アビセオ国立公園は、ペルーのサン・マルティン県にある国立公園であり、1990年にユネスコの世界遺産に登録された。当初は自然遺産で、1992年に文化的側面も評価され、複合遺産になった。公園内には非常に数多くの動植物が生息していると同時に、30以上のアメリカ先住民の遺跡が存在している。1986年以降は、生態系と遺跡の両面の脆弱性に配慮して、観光客には開放されていない。
一帯は2016年にユネスコの生物圏保護区にも指定された。

## 地形・気候・植生
この国立公園は、マラニョン川（Marañón）とワジャガ川（Huallaga）に挟まれたサン・マルティン地方に位置し、およそアビセオ川流域の70 % をカバーする形で 2,745.2 km2 の面積を持っている。海抜標高は 350 m から 4200 m である。
公園内は少なくとも7つの気候帯に分かれ、年平均降水量は場所によって約 500 mm から約 2000 mm である。
植生は山地性森林（montane forest）、山地性多雨林（montane rainforest）、熱帯高山性森林、高地アンデスの草原帯（パラモ）、乾燥した森林帯などを含んでいるが、公園内のほとんどを構成しているのは高高度の多雨林の一種である山地性雲霧林（montane cloud forest）であり、これは低木や地衣類などで構成されている。この生態系はおよそ標高2300 m 以上の場所に見られる。恒常的に高湿度で、1年を通して降雨に恵まれているが、標高の高い場所ではとりわけそうである。土壌は酸性である。
公園内の高地では980種の植物が記録されており、そのうち13種が固有種である。公園全体では5,000種の植物が生息している。Polylepis multijuga、Ceroxylon quindiuense（Andean palm）などが挙げられる。
一方、コカの栽培および河川への外来種のニジマスの侵入などは公園内の生態系に悪影響を及ぼしている。

## 野生動物

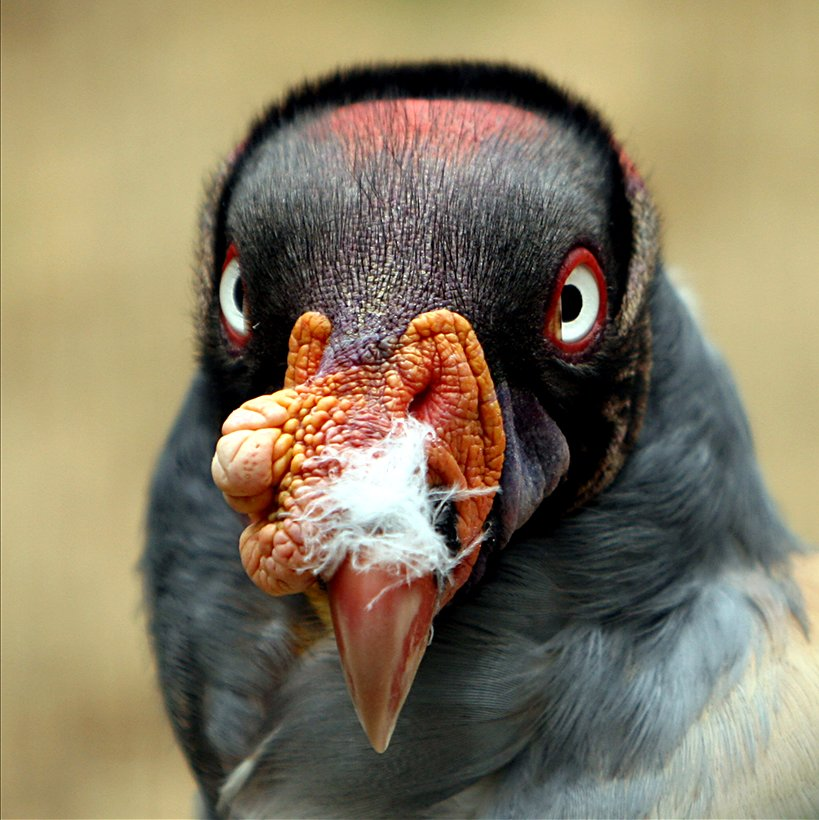
トキイロコンドル

かつて絶滅したと思われていたヘンディーウーリーモンキー（Lagothrix flavicauda）がこの公園内に生息していることが確認されており、この地方の固有種のようである。この地方が1983年に国立公園になり、1990年に世界遺産に登録された大きな理由の一つは、このサルの絶滅が危惧されていることによる。
この公園で見られる他の動物には以下のものがいる。
- サンマルティンティティ（英語版）（Plecturocebus oenanthe）[2]
- アンデスシャクケイ（英語版）（Penelope montagnii）
- アカホエザル（英語版）（Alouatta seniculus）
- ケナガクモザル（英語版）（Ateles belzebuth）
- ジャガー（Panthera onca）[2]
- トキイロコンドル（Sarcoramphus papa）
- フンボルトヨザル（英語版）（Aotus trivirgatus）
- ペルーゲマルジカ（英語版）（Hippocamelus antisensis）[2]
- ヤマパカ（英語版）（Cuniculus taczanowskii）
- ネッタイハジロ（Netta erythrophthalma）
- メガネグマ（Tremarctos ornatus）[2]
- ヒメコンドル（Cathartes aura）
- シロガオオマキザル（英語版）（Cebus albifrons cuscinus）
- キビタイボウシインコ（Amazona ochrocephala）
- セアカアレチカマドドリ（英語版）（Phacellodomus berlepschi）
- キマユミドリチュウハシ（英語版）（Aulacorhynchus huallagae）[2]
- オオアルマジロ[3]

## 遺跡
リオ・アビセオ国立公園内に残る遺跡のうち、最大でかつ最も良く知られているものはチャチャポヤス文化（Chachapoyas）の遺跡であるグラン・パハテン（Gran Pajatén）である。この遺跡はサン・マルティン地方の境界線に近い丘の頂上にある。そのそばには、一連の断崖の石墓群であるロス・ピンチュドス遺跡（Los Pinchudos）がある。
リオ・アビセオでの考古学的な調査のほとんどは、コロラド大学の主導で行われている。

## 登録基準
この世界遺産は世界遺産登録基準のうち、以下の条件を満たし、登録された（以下の基準は世界遺産センター公表の登録基準からの翻訳、引用である）。
- (3) 現存するまたは消滅した文化的伝統または文明の、唯一のまたは少なくとも稀な証拠。
- (7) ひときわすぐれた自然美及び美的な重要性をもつ最高の自然現象または地域を含むもの。
- (9) 陸上、淡水、沿岸および海洋生態系と動植物群集の進化と発達において進行しつつある重要な生態学的、生物学的プロセスを示す顕著な見本であるもの。
- (10) 生物多様性の本来的保全にとって、もっとも重要かつ意義深い自然生息地を含んでいるもの。これには科学上または保全上の観点から、すぐれて普遍的価値を持つ絶滅の恐れのある種の生息地などが含まれる。